# Мидлтаун (Виргиния)
Мидлтаун (англ. Middletown) — город в округе Фредерик  в штате Виргиния США. По данным переписи 2020 года, численность населения составляла 1355 человек.

## Население
| 2000 | 2010  | 2020  |
| ---- | ----- | ----- |
| 1015 | ↗1265 | ↗1355 |